# Madison Washington
Madison Washington war der Anstifter einer Revolte auf dem Sklavenschiff Creole im Jahr 1841.
Washington diente als Schiffskoch, während er zusammen mit 134 anderen Sklaven von Virginia nach New Orleans verfrachtet wurde. Dabei stachelte er 18 seiner Mitgefangenen zu einer Rebellion an. Sie übernahmen die Kontrolle über die Creole und segelten zur britisch kontrollierten Insel Nassau. Trotz US-amerikanischen Protests schickten die Briten die Sklaven nicht zurück, sondern ließen sie schließlich frei. Zuvor sperrten sie Washington und seine Komplizen allerdings wegen Meuterei einige Monate ein.
Madison Washington war der Namensgeber für den Helden in Frederick Douglass’ Roman, The Heroic Slave.